# Sphaerophoria virgata
Sphaerophoria virgata là một loài ruồi trong họ Ruồi giả ong (Syrphidae). Loài này được Goeldlin de Tiefenau mô tả khoa học đầu tiên năm 1974. Sphaerophoria virgata phân bố ở vùng Cổ Bắc giới